# Plone
Plone ist ein Web-Content-Management-System, geschrieben in der Programmiersprache Python. Version 1 erschien 2003.
Es kann für Intranet- und Extranet-Anwendungen, als Document Publishing System und als Groupware-Werkzeug über weite Strecken eingesetzt werden. Erweiterungen ermöglichen den Einsatz für Applikationsserver-Aufgaben: z. B. im E-Learning, als Webshop oder als Fotoalbum.
Es baut auf dem Open Source Application Server Zope und dem zugehörigen Content-Management-Framework auf. Mit Plone lassen sich durch Verwendung des Frameworks Archetypes (u. a. UML-basierend mittels ArchGenXML) eigene Web-Applikationen entwickeln.
Plone unterstützt WYSIWYG-Editoren, seit dem Release 2.1 wird der freie Editor Kupu mitgeliefert. TinyMCE löst seit Plone 4 Kupu als Standardeditor ab. Inhalte können über Workflows freigegeben werden, wobei in den verschiedenen Zuständen die Sichtbarkeit und verschiedene Berechtigungen der Inhaltsobjekte definiert werden können. Die Plone-Oberfläche ist mehrsprachig, mit dem Erweiterungsprodukt LinguaPlone können auch mehrsprachige Inhalte verwaltet werden.
Das Plone Collective ist eine Kollektion von Zusatzprodukten für den freien Einsatz auf Plone-Seiten. Es enthält größtenteils Applikationen, die auf anderen Plattformen umgesetzt wurden, wie z. B. ein Forum, einen Weblog oder einen Newsletter. Eine Übersicht über verfügbare Erweiterungsmodule findet sich auf der Plone-Projektseite.